# Traités de Londres (1358 et 1359)
Pour les articles homonymes, voir Traité de Londres.

Royaume de France entre 1356 et 1363 : Traités de Londres
Possessions de Charles de Navarre
Territoires contrôlés par Édouard III
Le premier traité de Londres cède l'Aquitaine des Plantagenêts aux Anglais et règle la guerre de Succession de Bretagne par une alliance du duché avec l'Angleterre.)
Le deuxième traité de Londres comprend en plus la Normandie et le Maine.)
- Chevauchée d'Édouard III en 1359-60

Les traités de Londres de 1358 et 1359 sont deux traités conclus dans le cadre de la « guerre de Cent Ans » entre le roi de France Jean II le Bon, prisonnier en Angleterre à la suite du désastre de Poitiers (1356), et le roi d'Angleterre Édouard III, prétendant à la couronne de France en tant que petit-fils de Philippe IV le Bel.
Compte tenu de la situation en France, marquée par des conflits intérieurs entre le dauphin Charles et la bourgeoisie parisienne (Étienne Marcel) d'une part, entre le dauphin et le roi de Navarre Charles II le Mauvais, lui aussi prétendant à la couronne de France, d'autre part, ces traités ne seront pas appliqués : un accord effectif n'intervient qu'en 1360 avec le traité de Brétigny. 

## Contexte

### La question dynastique

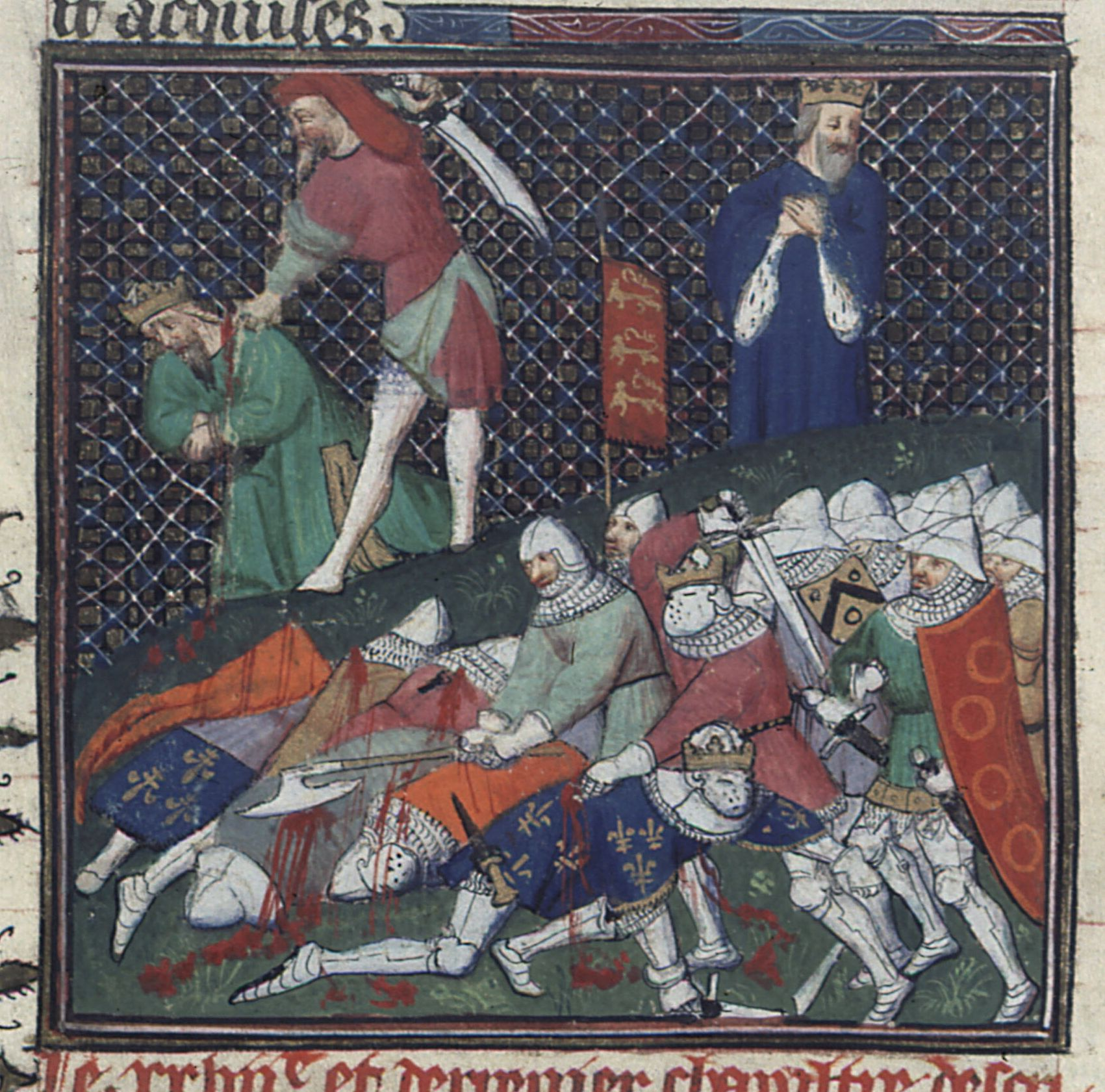
Capture de Jean le Bon à la bataille de Poitiers

En 1328, la mort du roi Charles IV le Bel, fils de Philippe le Bel, marque la fin de la lignée des Capétiens directs (987-1328) en ligne masculine. C'est la première fois depuis Hugues Capet qu'un roi de France meurt sans laisser de fils. En revanche, il y a deux princesses royales en vie : Isabelle, fille de Philippe IV le Bel, et Jeanne, fille de Louis X le Hutin. Isabelle étant l'épouse du roi d'Angleterre Édouard II et la mère d'Édouard III, la cour de France décide d'exclure les femmes de la succession royale et désigne le parent mâle le plus proche : Philippe de Valois, cousin de Charles IV, qui devient Philippe VI, le premier de la dynastie des Valois (1328-1589).
Mais Édouard III, devenu roi, affirme qu'il a droit à la couronne de France, qu'il a été spolié, ce qui est le point de départ du long conflit qui commence en 1337 : la guerre de Cent Ans. Un peu plus tard, le fils de Jeanne, Charles, devenu roi de Navarre, se pose lui aussi en successeur plus légitime que les Valois.

### Les débuts de la guerre franco-anglaise (1337-1356)
Dans l'ensemble, les rois Philippe VI de Valois et Jean II le Bon subissent des défaites lors des quelques batailles qui ont lieu dans cette période : celles de l'Écluse (1340), de Crécy (1346) et surtout de Poitiers (1356).
Le 19 septembre 1356, Jean le Bon attaque à Poitiers une expédition menée par le Prince Noir, Édouard de Woodstock, fils aîné d'Édouard III, revenant de Bourges et Vierzon vers Bordeaux, capitale du duché de Guyenne, le seul fief français encore détenu par les rois d'Angleterre, issus de la maison d'origine française des Plantagenêt. 
Malgré sa large supériorité numérique, Jean le Bon est battu et fait prisonnier, ainsi que son fils Philippe (le Hardi) et de nombreux autres chevaliers. 

### Le gouvernement du dauphin Charles (1356-1357)
D'abord détenu à Bordeaux, Jean le Bon et Philippe le Hardi sont emmenés en Angleterre en avril 1357, après qu'une trêve d'un an a été établie en mars. Pendant ce temps, la charge du gouvernement reste au dauphin Charles, très jeune et peu expérimenté, qui est confronté aux revendications des bourgeoisies urbaines, incarnée par le prévôt des marchands de Paris, Étienne Marcel, et aux manœuvres des partisans de Charles de Navarre, incarcéré depuis avril 1356 au château d'Arleux (près de Douai), sur l'ordre de Jean le Bon.  
L'année 1357 est difficile pour le dauphin, obligé de concéder à Étienne Marcel la grande ordonnance (décembre) qui établit un contrôle des états généraux sur son pouvoir, et d'accepter la sortie de prison de Charles de Navarre (novembre), qui vient aussitôt à Paris pour reprendre la tête de sa faction après un voyage triomphal depuis Amiens.
C'est pour parer à cette double menace pour la dynastie des Valois (celle des états, celle du roi de Navarre) que Jean le Bon en vient à conclure rapidement un traité, afin de pouvoir être libéré et rentrer en France.

## Premier traité de Londres (janvier 1358)
Berwick (1357) Londres (1359)

### Négociations
Après de courtes négociations, un traité est signé en janvier 1358.

### Contenu
Édouard III obtient :
- les anciennes possessions d'Aquitaine des Plantagenêt : la Guyenne (formellement confisquée par Philippe VI au début du conflit, pour rupture des obligations vassaliques ; mais de fait, la Guyenne est restée aux mains du roi d'Angleterre), la Saintonge, le Poitou, le Limousin, le Quercy, le Périgord, le Rouergue et la Bigorre ;
- une rançon de 4 millions d'écus
- il ne renonce pas à la couronne de France.

### Suites: insurrections et guerre civile (février-août 1358)
À Paris, la nouvelle de ce traité provoque un tollé et fait sombrer le royaume dans la guerre civile.
Le 22 février 1358, Étienne Marcel, déclenche une émeute réunissant trois mille personnes qu'il a convoquées en armes. Les insurgés entrent dans les appartements du dauphin, assassinent trois dignitaires militaires, les maréchaux de Normandie, de Champagne et de Bourgogne, et imposent au dauphin de nouvelles exigences. 
En avril, le dauphin quitte Paris pour aller à l'assemblée de la noblesse à Senlis, puis aux états de Champagne à Provins. Il réussit à prendre les citadelles de Montereau et de Meaux, commençant un encerclement de Paris. 
Le 28 mai commence une révolte paysanne, la Grande Jacquerie, centrée dans le Beauvaisis, mais qui s'étend au delà. Son chef, surnommé Jacques Bonhomme, rassemble plusieurs milliers d'insurgés. Étienne Marcel lui envoie des renforts, et un groupe attaque Meaux, mais en vain (9 juin). Le gros des Jacques se trouve cependant aux environs de Creil, à Mello.
Le roi de Navarre, qui se trouve toujours à Paris, décide de prendre les choses en mains. Il se met à la tête de la noblesse, que les assassinats du 22 février ont scandalisée, et le 10 juin écrase les Jacques à Mello, puis rentre à Paris, espérant en prendre le contrôle. Mais nombre des nobles ne le suivent pas, restant fidèles au dauphin, qui poursuit les opérations d'encerclement. 
La situation devient tendue entre Étienne Marcel et le roi de Navarre, que la population parisienne n'apprécie plus autant qu'à sa libération. Le 10 août, les choses en viennent au point qu'Étienne Marcel est massacré. Charles de Navarre n'a plus de soutien à Paris, qui ouvre les portes au dauphin.
Dans ces conditions, le traité de Londres n'est pas du tout appliqué.

## Deuxième traité de Londres (mars 1359)
Londres (1358) Pontoise (1359)
Le 24 mars 1359, à l'approche de la fin de la trêve, le dauphin s'étant déclaré régent du royaume,[pas clair] Jean le Bon et accepte un traité plus contraignant que le premier. 

### Le traité de l'endenture
Ce deuxième traité de Londres est dit « traité de l'endenture », car son parchemin est découpé en deux parties, une pour chaque signataire pour pouvoir en vérifier l'authenticité. Ce procédé est habituel en Angleterre pour les contrats de recrutement de soldats. 

### Contenu
Par ce traité, Jean II le Bon cède au roi d'Angleterre les anciennes possessions d'Aliénor d'Aquitaine en Aquitaine : outre la Guyenne, la Saintonge, le Poitou, le Limousin, le Quercy, le Périgord et la Bigorre (déjà cédés en 1358), le comté de Gaure, l'Angoumois, l'Agenais et la Gascogne.
Il cède aussi également des fiefs situés hors d'Aquitaine, ayant été autrefois tenus en fiefs par les rois d'Angleterre : le comté du Maine, la Touraine, le comté d'Anjou et le duché de Normandie, ainsi que Calais (occupé par les Anglais depuis 1350) et le Ponthieu.
Le roi d'Angleterre devient seigneur du duc de Bretagne, ce qui permet de régler la guerre de succession de Bretagne en faveur de Jean de Montfort, allié des Anglais. 
La rançon de Jean II le Bon (4 millions d'écus) doit être payée avant le 24 juin 1360.
Cela représente plus de la moitié du territoire du royaume et plusieurs années de recettes fiscales. 
Le traité qui doit rester secret arrive à la cour des comptes[pas clair] le 27 avril 1359.

## Dénouement
Le 25 juin 1359, passant outre aux ordres de son père, le Dauphin Charles réunit les États généraux qui déclarent que le traité « n’est ni passable ni faisable ». En passant par les États généraux, il mobilise le pays contre les Anglais et dédouane son père, aux mains d'Édouard III. Cette affaire affirme le pouvoir delphinal et lui apporte le soutien du pays. Mais, pour les Anglais, il s'agit d'une déclaration de guerre : Édouard III débarque en octobre 1359 pour prendre Reims, la ville du sacre, et imposer à la chevalerie française une nouvelle défaite qui achèverait de la discréditer.
Mais, en accord avec le roi Jean et son entourage londonien qui redoutent des représailles si Édouard III est tué durant les opérations, le régent lui oppose la tactique de la terre déserte et mène une guerre d’escarmouches refusant toute bataille rangée. Les portes de Reims restent closes. Or, Édouard III, manœuvrant en vue d'une bataille rangée, n'a pas emmené de machines de siège qui l'auraient ralenti. Il se dirige vers la Bourgogne. Cette chevauchée tourne au fiasco pour les Anglais, harcelés, affamés, privés de montures (faute de fourrage). Pendant ce temps, des marins normands mènent un raid sur le port de Winchelsea (mars 1360), déclenchant une panique en Angleterre. 
Fou de rage, Édouard III remonte vers Paris et laisse son armée commettre de nombreuses exactions : il ne s’agit plus du simple pillage visant à nourrir son armée mais de la destruction systématique de toutes les ressources — les pieds de vignes sont arrachés, le bétail abattu et la population massacrée. Ces exactions entraînent un vif ressentiment contre les Anglais. Nombre d’entre elles ont lieu pendant le Carême et la Semaine sainte et, lorsque l’armée anglaise est touchée par un violent orage de grêle le lundi 13 avril, nombre de chroniqueurs y voient la main de Dieu.
Édouard III doit rembarquer après avoir monnayé Jean le Bon contre l'Aquitaine, une rançon de 3 millions d'écus et sa renonciation à la couronne de France. Le traité de Brétigny, reprenant les conditions du premier traité de Londres, ratifie cet accord en 1360.